# الرحيل من بغداد (فلم)
الرحيل من بغداد هو فيلم دراما عراقي ذو إنتاج مشترك عراقي-إماراتي-بريطاني من إخراج وإنتاج وتأليف وتصوير قتيبة الجنابي، الفيلم من بطولة صادق العطار، جاسم التميمي، رانج عمر، اتيلا سوليموسي. عُرض الفيلم لأول مرة في الدورة السابعة من مهرجان دبي السينمائي الدولي عام 2010، وعرض تجارياً بتاريخ 10 نوفمبر 2011 في بريطانيا.
أستغرق تصوير الفيلم ثلاث أشهر في دول العراق وتركيا والمجر ورومانيا وبريطانيا. وهو الجزء الأول من ثلاثية المنفى للمخرج قتيبة الجنابي المتضمنة أفلام «الرحيل من بغداد، قصص العابرين، رجل الخشب». شارك الفيلم في مهرجانات في الإمارات وبلجيكا والهند وإسبانيا وتايلاند وإيران وألمانيا والسويد وموناكو.

## ملخص القصة
جسد الفيلم حياة «صادق» المصور الشخصي للرئيس العراقي صدام حسين في نهاية التسعينيات، يحاول صادق الهروب من قبضة النظام متنقلاً من بلد إلى آخر، يواجه في رحلته المهربين واللصوص. يعاني صادق من جنون الارتياب والخوف المستمر. الشرطة السرية العراقية تلاحقه لأنه يحمل أدلة على الفظائع التي ارتكبها النظام. يحلم صادق بالذهاب إلى لندن لملاقاة زوجته التي لا يبدو انها ترغب بمساعدته. في يأسه ووحدته، يكتب صادق رسائل إلى ابنه سمير. تتحول هذه الرسائل إلى اعتراف وتكشف ماضي صادق والسبب الحقيقي لهروبه والانتظار اللانهائي وجنونه.

## الممثلين
| - صادق العطار بدور "صادق" - علي شوكت - يرما كوفاكس |  |  |  | - اتيلا سوليموسي بدور "مُهرب" - كوجاك فلاينشر - رانج عمر بدور بدور "شرطي سري عراقي" |  |  |  | - جاسم التميمي بدور "مًخبر" - جميل نعمة - رضا المحلاويتي |

## الاستقبال

### الجوائز والترشيحات
| قائمة الجوائز والترشيحات          | قائمة الجوائز والترشيحات | قائمة الجوائز والترشيحات                         | قائمة الجوائز والترشيحات | قائمة الجوائز والترشيحات | قائمة الجوائز والترشيحات |
| الجائزة                           | تاريخ الحفل              | الفئة                                            | المترشح                  | النتيحة                  | مراجع                    |
| --------------------------------- | ------------------------ | ------------------------------------------------ | ------------------------ | ------------------------ | ------------------------ |
| مهرجان دبي السينمائي الدولي       | 12 ديسمبر 2010           | مسابقة المهر العربي للأفلام الروائية الطويلة     | الرحيل من بغداد          | رُشِّح                      | [ 4 ] [ 5 ]              |
| مهرجان الخليج السينمائي           | 15 ابريل 2011            | الجائزة الأولى - مسابقة الأفلام الروائية الطويلة | الرحيل من بغداد          | فوز                      | [ 10 ] [ 11 ]            |
| جوائز السينما المستقلة البريطانية | 4 ديسمبر 2011            | جائزة ريندانس                                    | الرحيل من بغداد          | فوز                      | [ 12 ]                   |
| جوائز السينما من أجل السلام       | 10 فبراير 2012           | الفيلم الوثائقي الأكثر قيمة لعام 2012            | الرحيل من بغداد          | رُشِّح                      | [ 13 ]                   |
| مهرجان موناكو السينمائي الخيري    | 8 مايو 2012              | جائزة لجنة التحكيم الخاصة - مخرج لأول مرة        | قتيبة الجنابي            | فوز                      | [ 1 ] [ 14 ]             |

شارك الفيلم كذلك في الدورة الـ38 لمهرجان غنت السينمائي الدولي 2011، ومهرجان بانكوك السينمائي الدولي 2011، والدورة الـ 24 لمهرجان الهند الدولي 2011، ومهرجان الفيلم العربي الرابع في برلين 2012، والدورة الثانية لمهرجان مالمو للسينما العربية في السويد 2012.

### الاستقبال النقدي
كتب جهاد هديب من موقع الجزيرة " "الرحيل من بغداد«فيلم يثير التوتر ويجعل أحاسيس المتفرج متحفزة طيلة الساعة التي استغرقها تقريبا» وعلى مستوى الأداء كتب هديب «الفيلم يحضر فيه على نحو أساسي الممثل الذي جسّد شخصية» صادق«، وكذلك الممثل الذي جسّد شخصية القناص» واصفاً أداء بقية الممثلين بالعادي والبارد في بعض الأحيان. قال الفنان فيصل لعيبي في لقاء «الفيلم عكس مرحلة مهمة من تاريخ الشعب العراقي» وأضاف «نجح المخرج في عكس الصورة البشعة للنظام السابق ومعاناة العراقيين».
أشاد علاء مفرجي من صحيفة المدى عام 2011 بموضوع الفيلم المختلف عن نمط السينمائيون العراقييون بعد 2003، وكذلك باختيار المخرج معالجة هذا الموضوع في فيلم روائي بعد نجاحه في الأفلام الوثائقية والقصيرة. واشاد علاء بالسيناريو معتبراً إنه أحد أهم عناصر نجاح الفيلم واصفاً إياه بـ«المتقن والمحبوك» كونه لم يعتمد سرداً متصاعداً للحدث من شأنه أن يقصي عامل الصدمة لدى المتلقي. في مقالة أخرى لعلاء مفرجي عام 2010 أشاد باستعانة المخرج بالوثائق الصورية لحملات التنكيل وبالمونتاج المتقن والاستخدام الذكي للكاميرا، لكنه انتقد استخدام اللقطات القريبة في الفيلم التي اعتبرها غير نافعة مع ممثل يقف أول مرة أمام الكاميرا.
كتب مارك آدمز من موقع سكرين دايلي «على الرغم من ميزانيته المنخفضة،» الرحيل من بغداد«يُقدِم مُشاهَدةً جادة وصعبة، وهو فيلم مميز بسبب إستخدامه للوثائق الصورية الواقعية والوحشية». أشادت روزي هانت من موقع تايك ون سينما بالفيلم، كتبت «الفيلم كان عملاً مميزاً للجنابي، تكمن قوة العمل في تصويره الصريح للمهاجر غير القانوني الضعيف، المُبعد عن المجتمع، وعن بلده وعن أسرته».

## وصلات خارجية
- مقالات تستعمل روابط فنية بلا صلة مع ويكي بيانات

- الموقع الرسمي للفيلم
- المخرج قتيبة الجنابي في حوار حول فيلمه «الرحيل من بغداد» على موقع youtube.com
- «الرحيل من بغداد».. توتر درامي وفني على موقع aljazeera.net